# Jesse Bradford
Jesse Bradford Watrouse (Norwalk, 28 de maio de 1979), é um ator norte-americano que iniciou na carreira em 1984, com apenas cinco anos, atuando no filme Falling in Love.

## Filmes
- Item 47 (curta-metragem) (2012)
- I Hope They Serve Beer in Hell (2009)
- The Echo (2008)
- My Sassy Girl (2008)
- Flags of Our Fathers (filme) (2006)
- Happy Endings (2005)
- Eulogy (2004)
- Heights (2004)
- Swimfan (2002)
- Clockstoppers (2002)
- Cherry Falls (2000)
- Dancing at the Blue Iguana (2000)
- Bring It On (2000)
- Speedway Junky (1999)
- Romeo + Juliet (1996)
- Hackers (filme) (1995)
- Far from Home: The Adventures of Yellow Dog (1995)
- King of the Hill (filme) (1993)
- King of the Hill (1993) - telessérie
- Presumed Innocent (1990)
- My Blue Heaven (1990)
- Falling in Love (filme) (1984)